# Sewdormasch
Koordinaten: 64° 34′ 18,9″ N, 39° 51′ 31,4″ O

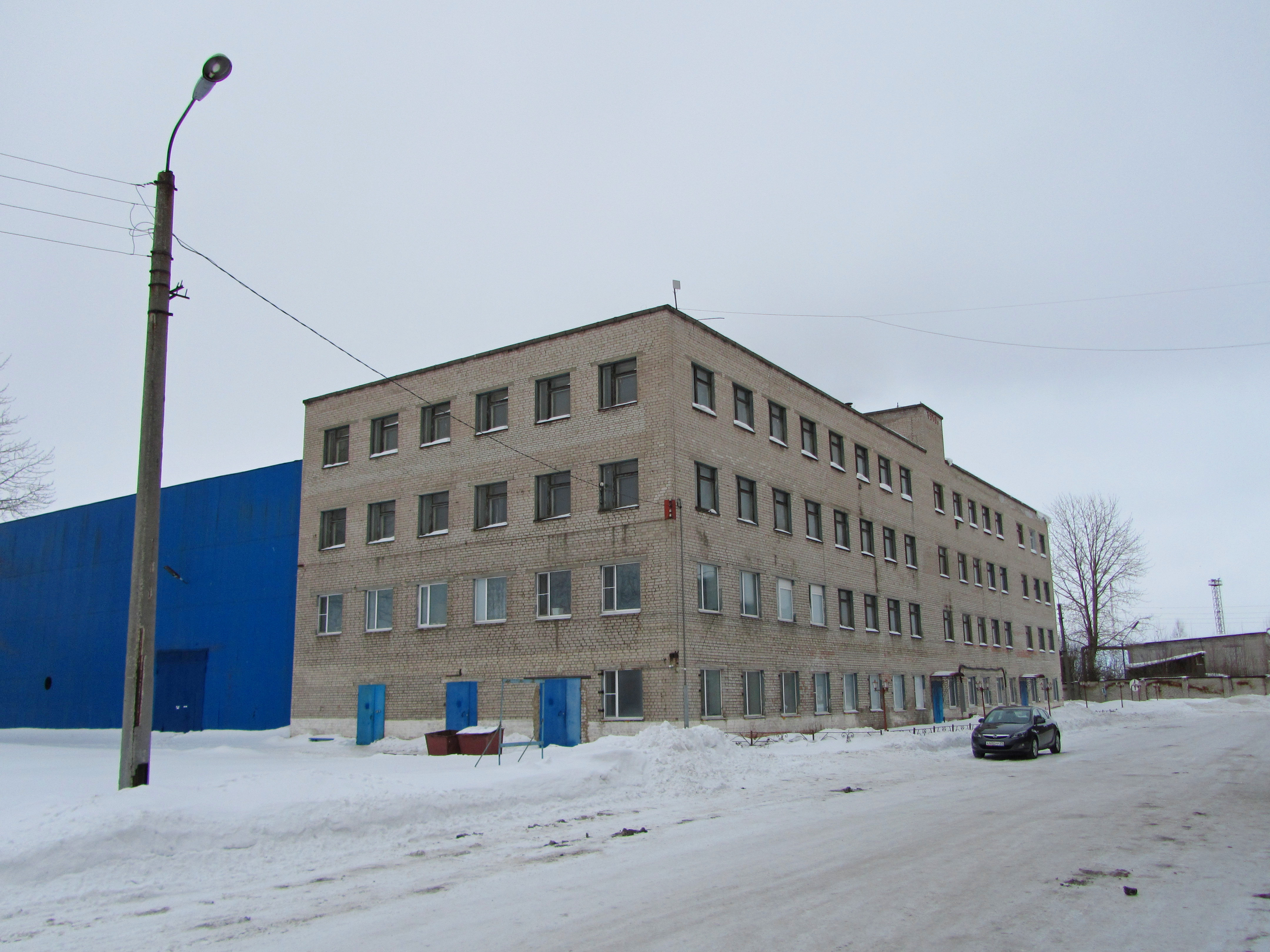
Eine der ehemaligen Werkshallen von Sewdormasch (2017)

Sewdormasch (russisch Севдормаш, kurz für Северодвинский завод дорожных машин, Transkription Sewerodwinski Sawod Doroschnych Maschin, auf Deutsch Sewerodwinsker Straßenmaschinenwerk) war ein sowjetisches und später russisches Unternehmen in Sewerodwinsk am Weißen Meer. Gegründet 1939 um Baumaschinen für die Errichtung der Stadt zu reparieren, produzierte es im Zweiten Weltkrieg Rüstungsgüter. Bekannt wurde das Werk vor allem durch die von ihm gefertigte Schneeräumtechnik, die dort ab 1959 gebaut wurde.
Nach dem Zerfall der Sowjetunion verschlechterte sich die Auftragslage deutlich, 2009 musste Sewdormasch Insolvenz anmelden.

## Unternehmensgeschichte

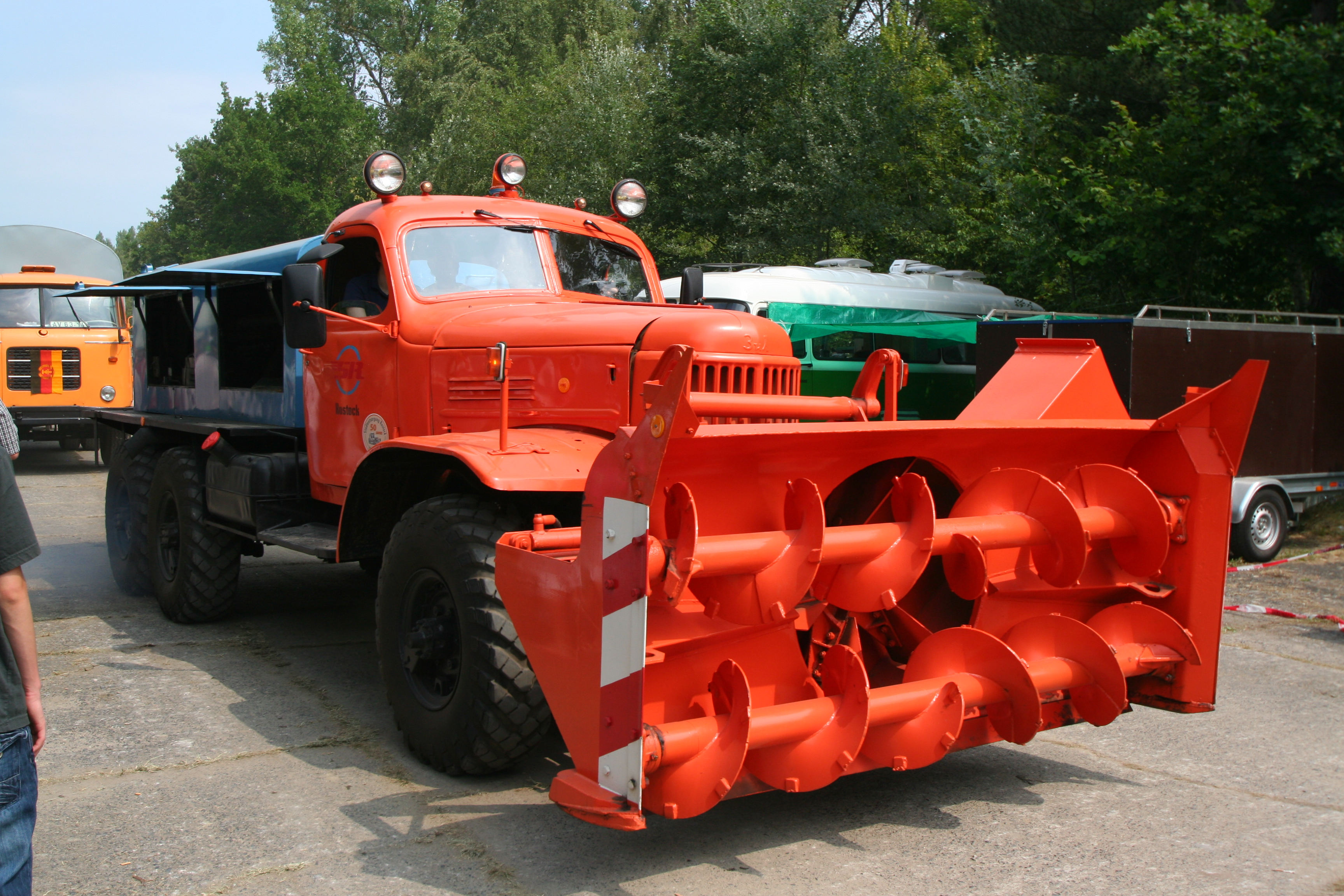
Eine in Deutschland erhaltene und restaurierte D-470 (2009)

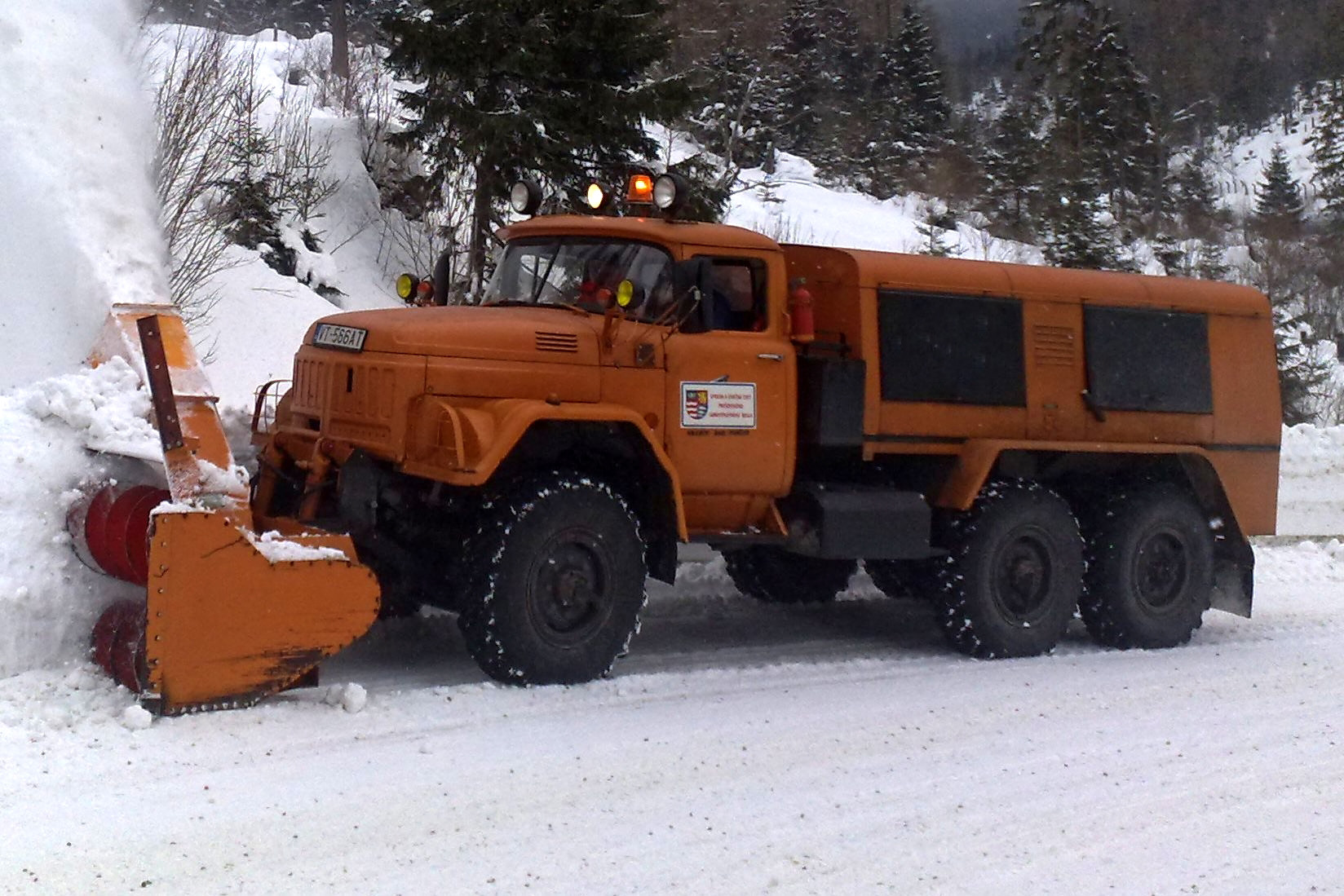
Eine DE-210 aus Sewerodwinsker Fertigung im Einsatz in der Slowakei (2012)

Sewerodwinsk wurde Ende der 1930er-Jahre unter anderer Bezeichnung als Standort für eine militärische Schiffswerft (die Sewmasch-Werft) gegründet und trug ab 1938 bis 1957 den Namen Molotowsk. In diesem Zusammenhang wurde im Mai 1939 ein Reparaturwerk errichtet, um die für den Städtebau benötigten Baumaschinen zu warten und zu reparieren. Einer der früheren Werksnamen war Mechanitscheski Sawod No. 6 (Mechanisches Werk Nr. 6, russisch Механический завод №6). Erst 1962 erhielt das Unternehmen den Namen Sewerodwinski Sawod Doroschnych Maschin.
In den Jahren des Zweiten Weltkriegs fertigte das Unternehmen Rüstungsgüter, vor allem Splitter- und Sprengminen. Nach dem Krieg wurde die Produktion wieder auf zivile Güter umgestellt. Insbesondere wurden Kreiselpumpen, Seilwinden, Haushaltsgeräte und Ersatzteile für Lastwagen und Straßenbaumaschinen gefertigt.
1959 begann das Werk noch unter der Bezeichnung Mechanisches Werk Nr. 6 mit der Fertigung der Schneefräse D-470, die zuvor in einem anderen Unternehmen in Rybinsk entwickelt worden war. Die Fahrzeuge basierten auf dem Lastwagen ZIL-157 aus dem Moskauer Sawod imeni Lichatschowa. Da sich das Werk in den folgenden Jahren komplett auf den Bau dieser Maschinen spezialisierte, wurde es 1962 in Sewdormasch umbenannt. 1966 wurde die 1000. Schneefräse gebaut, die Produktion in den darauffolgenden Jahren stetig ausgebaut und neue Modelle eingeführt. Ende der 1970er-Jahre wurden 925 Maschinen pro Jahr gebaut, Ende der 1980er-Jahre knapp 1600 Stück. Zu Hochzeiten arbeiteten mehr als 1000 Personen bei Sewdormasch.
Im Jahr 1990 wurden moderne Fertigungsmaschinen aus Bulgarien importiert, darunter CNC-Maschinen, Laserschneider und Laborausrüstung. 1992 wurde aus dem Staatsbetrieb eine offene Aktiengesellschaft.
2009 wurde das Unternehmen nach fallenden Auftragszahlen und Stellenabbau für insolvent erklärt. Zu diesem Zeitpunkt wurde nicht einmal mehr die Hälfte der Betriebsgebäude aktiv genutzt, die Mitarbeiterzahl war auf etwa 200 gesunken. Die Insolvenzphase zog sich mehrere Jahre hin, mittlerweile ist der Betrieb vollständig abgewickelt.

## Produkte
Ab 1959 fertigte Sewdormasch schwere Schneeräumtechnik auf Basis verschiedener zugelieferter Fahrzeuge. Darunter waren Fahrgestelle von Herstellern aus vielen Teilen der Sowjetunion und später Russlands wie ZIL, KamAZ, Ural und MAZ. Auch auf Basis des Traktors DT-75 und Modellen aus dem Minski Traktorny Sawod wurden Schneeräumfahrzeuge gefertigt. Die Maschinen wurden zivil wie militärisch genutzt und in mehr als ein Dutzend Länder exportiert, einige kamen auch in die Deutsche Demokratische Republik.